# Estratègia ABC
L'Estratègia ABC (les inicials angleses de les paraules abstinència, fidelitat, i ús del condó) és una política d'educació sexual que prioritza l'abstinència sexual però també contempla l'educació en la fidelitat per a reduir el nombre de parelles i no descarta l'ús dels mètodes anticonceptius. L'ordre en què apareixen les inicials dels termes no és gratuït, en primer lloc es recomana l'abstinència sexual fora del matrimoni, es fomenta una sola parella sexual a llarg termini i es defensa l'ús dels condons si no és possible tenir una única parella sexual. Després de comprovar que fomentar exclusivament l'abstinència sexual no era efectiu, diversos països africans van aplicar aquest enfocament.

## Contingut
L'estratègia ABC té tres components:
- Abstinència: Anima als joves a retardar les primeres relacions sexuals (Uganda) o bé fomenta l'abstinència fins al matrimoni, el que segons el cristianisme i l'islam és la forma més efectiva d'evitar la infecció de sida.
- Fidelitat: A més de l'abstinència, aquest enfocament anima a tenir menys parelles sexuals i fomenta la parella estable i la fidelitat al matrimoni, el que redueix l'exposició a la sida. Entre 1989–1995, a Uganda el president Yoweri Museveni va assegurar que les relacions ocasionals s'havien reduït un 20% i els casos de sida havien disminuït en un 11%. Estudis científics són més matisats i no confirmen l'explicació de Museveni.
- Preservatiu: El tercer component d'aquesta política d'educació sexual és l'ús correcte del preservatiu. Si bé es fomenta l'abstinència en primer lloc, els participants a les sessions per a rebre aquesta educació sexual reben instruccions de com es posa un condó, però també se'ls explica que els condons no protegeixen contra totes les formes de malalties de transmissió sexual.

## Resultats
Sobretot a partir de la dècada del 1980 i 1990 la popularitat de programes semblants per als estudiants va créixer als Estats Units. Si bé el programa reconeixia que no seria possible fomentar l'abstinència sexual, defensava que l'abstinència era l'única manera segura per evitar embarassos no desitjats i contraure malalties de transmissió sexual. El 1995 hi havia estats dels EUA que propugnaven exclusivament de manera oficial l'abstinència mentre que d'altres afavorien l'ús de mètodes anticonceptius. Al setembre del 1995 Hawaii va passar a fer polítiques basades en l'abstinència sexual.
El programa amb origen a les polítiques americanes va ser desenvolupat per a respondre a la creixent epidèmia de sida i altres malalties de transmissió sexual especialment a l'Àfrica. Amb aquest programa el nombre d'infeccions de la sida a Uganda, Kenya i Zimbabwe va baixar. De 1990 a 2001, el percentatge dels ugandesos que vivien amb la sida va caure del 15% al 5%, on l'èxit del programa fonamentalment es va copsar amb la reducció del nombre de parelles sexuals. El seu impacte positiu va ser confirmat per un estudi de la Universitat Stanford el 2009.
Edward C Verda, de la Universitat Harvard, defensor de l'estratègia ABC, assegura que si bé els defensors de l'estratègia ABC prioritzen l'abstinència i la fidelitat, l'ús del preservatiu ha de ser una estratègia secundària però necessària per als qui no ho fan o no poden practicar l'abstinència o la fidelitat. Per altra banda, els Verds en el seu llibre sobre la Prevenció del Sida (Praeger 2003), argumenten que l'èxit d'Uganda, on entre el 1989 i el 2003 la sida sida va passar d'un 21% al 6% va ser en gran manera gràcies a la fidelitat i reducció de les parelles múltiples, més que no pas per l'abstinència.

## Crítiques
La utilitat del mètode ABC és molt debatuda. Els tres elements s'interpreten de maneres diferents segons els països i alguns crítics consideren que s'hauria d'afavorir menys l'abstinència i la fidelitat i fomentar més l'ús de preservatius o altres mètodes anticonceptius. Altres crítics argumenten el contrari, afirmant que fomentar l'abstinència per sobre de les altres mesures és contradictori, i que només s'hauria de fomentar l'abstinència i prou.
El líder del pla contra la sida dels Estats Units durant el govern de George Walker Bush va ser criticat per prioritzar l'abstinència i la fidelitat per sobre dels preservatius en els seus criteris de finançament i defensés que els preservatius només s'havien de fomentar entre els grups d'alt risc i no a la població en general. However, donor funding has always been allocated overwhelmingly to condoms, reflecting clear US and European policy priorities, including under George W Bush.
Altres crítics argumenten que en molts països les dones sovint s'infecten de la sida per culpa de la infidelitat dels seus marits i, per tant, les dones que són educades en l'abstinència i no reben la informació adequada sobre els mètodes anticonceptius serien més propenses a infectar-se.
Per alguns l'estratègia no té en compte les circumstàncies socials, polítiques i econòmiques de l'epidèmia i les poblacions vulnerables com les treballadores sexuals i les que no tenen la capacitat de negociar un sexe segur, així com els homosexuals i els drogoaddictes. No obstant això, la majoria de les infeccions a l'Àfrica es produeixen fora d'aquests grups vulnerables, i l'ABC va ser una política fomentada pels EUA només per a les epidèmies generalitzades. Murphy considera que el plantejament ABC ha fomentat el poder de la dona perquè "entre el 2000 i el 2001 el 91% de les dones asseguraven que podien rebutjar les relacions sexuals amb els seus marits si aquests sabien que tenien ITS, un percentatge una mica més alt que en altres països africans".